# Anatomie obratlovců
Anatomie obratlovců popisuje stavbu těla a jednotlivé orgánové soustavy v těle obratlovců (Vertebrata). Obratlovci jsou různorodou, druhově rozmanitou skupinou, přesto ale mají společné, apomorfní znaky, které jsou jim společné a které je odlišují od ostatních živočichů. Tělo všech obratlovců je rozčleněno na hlavu, trup a pravý ocas.

## Pohybová a opěrná soustava

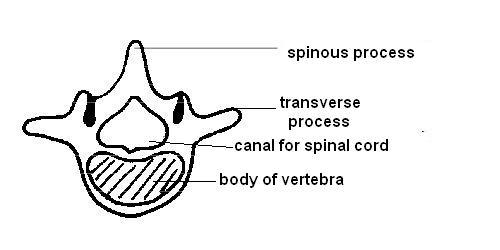
Schematický nákres holospondylního obratle savců

Samotný název „obratlovci“ je odvozen od přítomnosti obratlů (vertebrae), které vytvářejí páteř, která během evoluce postupně nahrazuje hřbetní strunu (chorda dorsalis) jako hlavní osu a oporu těla. Ne všichni žijící či vyhynulí obratlovci ale mají obratle, všichni ale mají lebku – pevnou schránku na hlavové části těla, ve které je umístěn mozek, centrum nervové soustavy.

### Kostra obratlovců

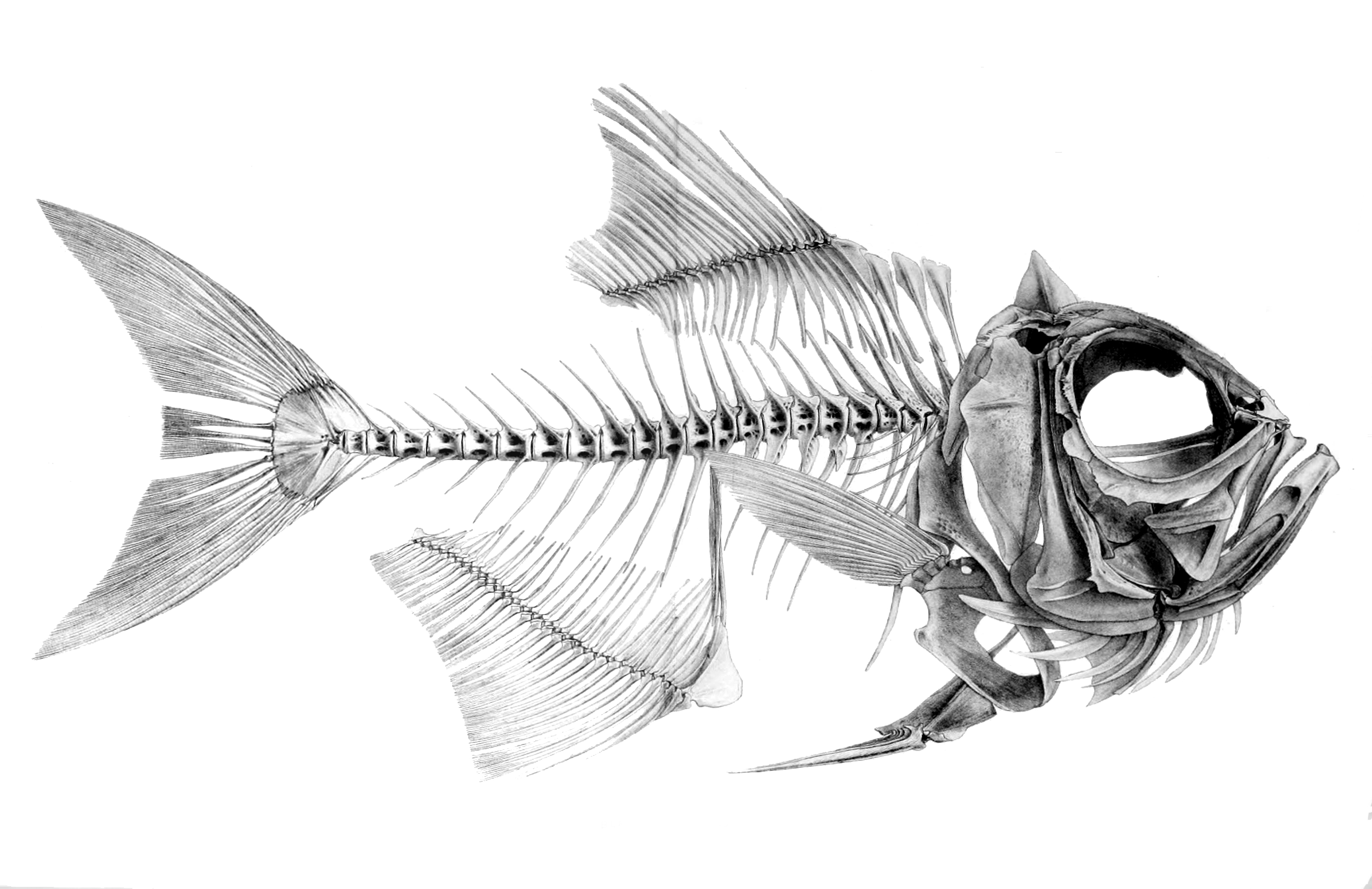
Kostra pilonoše červeného (Beryx decadactylus)

Chrupavka a kost, jsou typy opěrných tkání, vlastní výhradně obratlovcům. Chrupavčitá nebo kostěná kostra vzniká během embryonálního vývoje ze sklerotomu, což je vnější část somitů. Tvoří vnitřní kostru (endoskelet), který má opornou a ochrannou funkci a určuje do značné míry tvar těla živočicha. Během fylogeneze byla kostra nejprve tvořena především samotnou hřbetní strunou, pak chrupavkou a kostí, ontogenetický vývoj dodnes probíhá stejně: základem je chrupavka, která se tvoří diferenciací ze sklerotomů nebo z buněk nervové lišty, chrupavčitý základ je dále nahrazován kostní tkání v procesu zvaném enchondrální osifikace. Vzniklé kosti se označují jako kosti náhradní. Mihule a paryby jsou jediní obratlovci, kteří nemají ani v dospělosti v těle žádné kosti, jejich vnitřní kostra je i u dospělců chrupavčitá.
Dermální skelet vzniká osifikací vaziva ve škáře a je-li přítomen, bývá jen kostěný. Tvoří krycí kosti, exoskelet, který byl rozvinut u fosilních štítnatců a pancířnatců. Dermální skelet u současných obratlovců tvoří kostěné šupiny ryb, kosmoidní a ganoidní šupiny, základ plakoidních šupin a také základ zubů. U paprskoploutvých ryb začal rozvoj krycích kostí na hlavě, kde vytvořily krycí kosti lebky; lebka má základ v exoskeletu i u všech odvozených skupin obratlovců. Dermální kosti tvoří i břišní žebra krokodýlů nebo hatérií a některé kosti pletence hrudních končetin.
Obratle jsou zpravidla tvořeny tělem a dvěma oblouky, horním neurálním a spodním hemálním. Vznikají v okolí hřbetní struny, ale ta sama se na jejich vzniku nijak nepodílí. Vývojově nejstarší jsou horní oblouky, které tvoří nervový kanál, kterým probíhá mícha. Obratle složené pouze z horních oblouků bez těl (aspondylní) mají mihule, jeseteři a bahníci.
Lebka je apomorfií, odvozeným znakem všech obratlovců. Nejpůvodnějším typem je lebka vzniklá z párových chrupavek parachordalia a prechondralia, které jsou uložené po stranách předního konce hřbetní struny mezi očima. K tomuto základu se přidávají pouzdra smyslových orgánů – čichového, zrakového a sluchového (otického). Chrupavky vytvoří lebeční bázi a smyslová pouzdra stěny lebky, strop je tvořený příčnými vazivovými přemostěními, která mohou splývat nebo jsou mezi nimi otvory. Chrupavčitou lebku takového složení mají mihule a paryby. U většiny obratlovců je v dospělosti mozková část lebky tvořena převážně dermálními krycími kostmi, původní chrupavčitá lebka se uplatňuje jen při tvorbě samotné lebeční báze.
Obličejová část lebky má původ jiný, vznikla z žaberních oblouků. Evolučně nejstarším modelem jsou mihule, které mají sedm žaberních oblouků a žádné čelisti. Ke vzniku čelistí došlo u čelistnatců přeměnou prvního žaberního oblouku, ovšem u savců došlo k dalším redukcím, jejich čelistní kosti jsou krycími dermálními kostmi a z prvního žaberního oblouku vzniká jen ušní kůstka kladívko. Z druhého žaberního oblouku vznikly mimo jiné některé kosti jazylky.

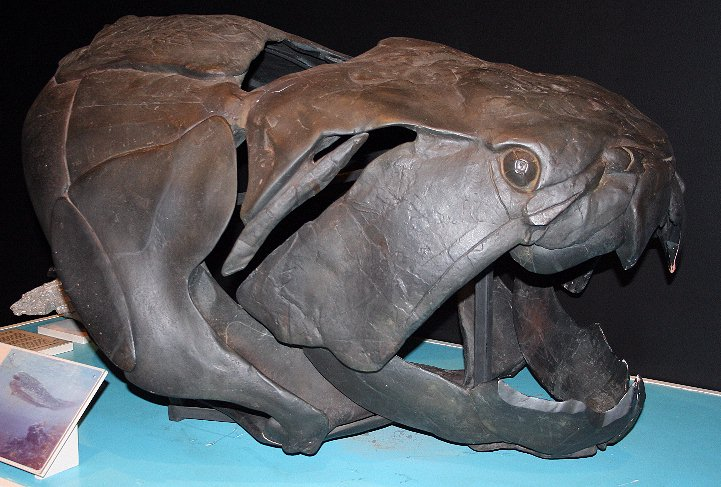
Lebka vyhynulé ryby rodu Dunkleosteus
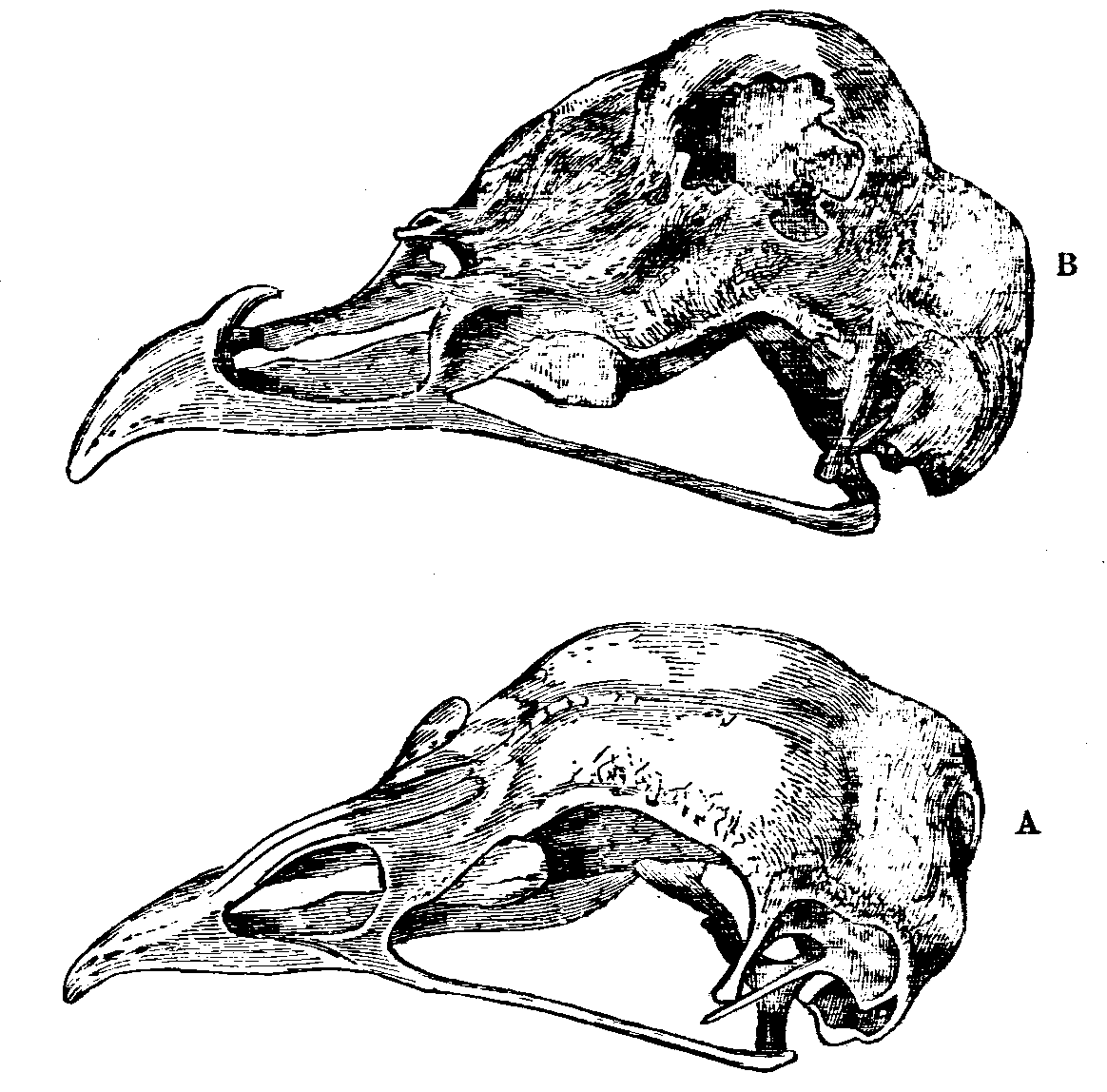
Kresba lebky kura domácího
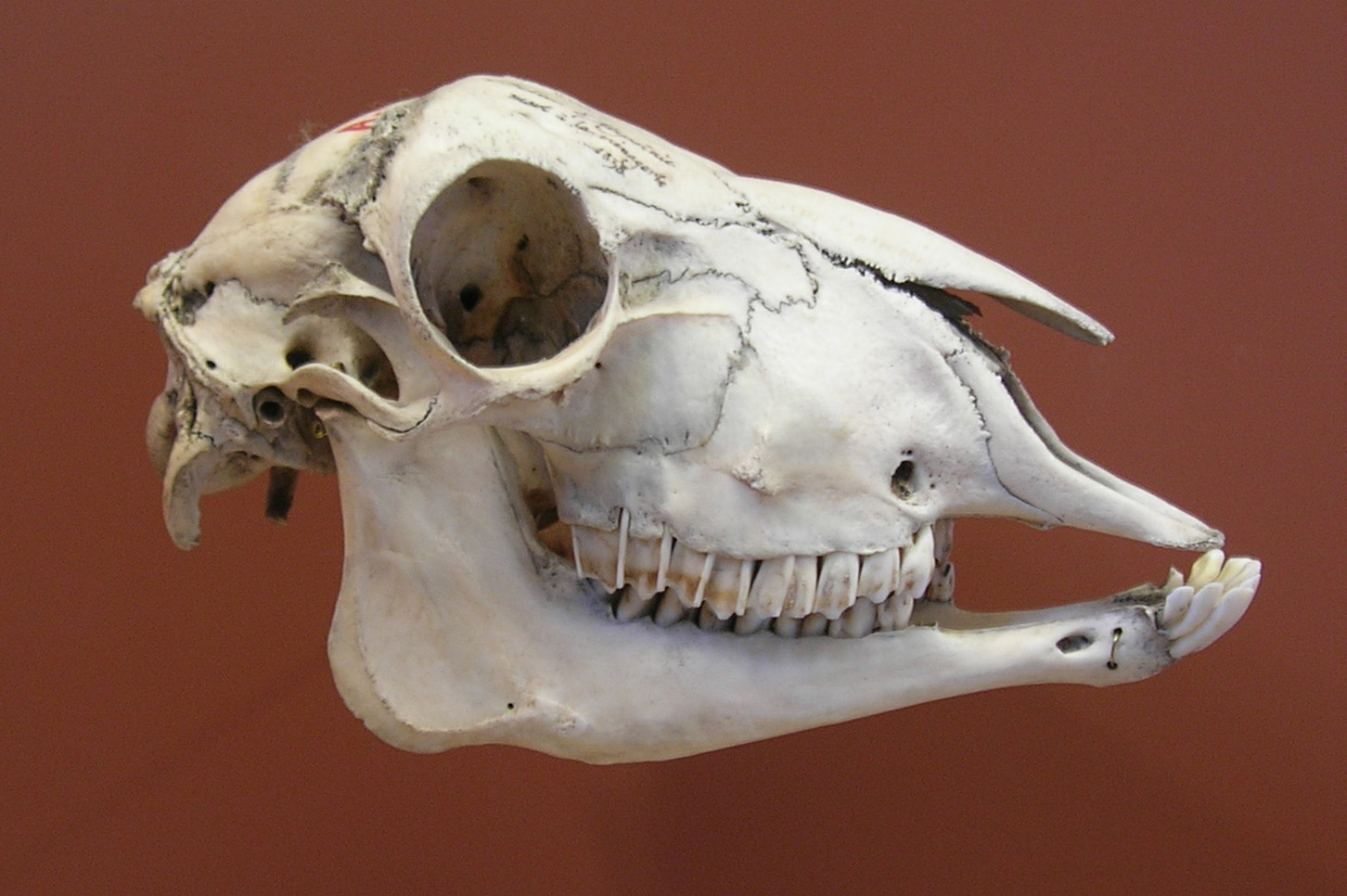
Lebka ovce domácí

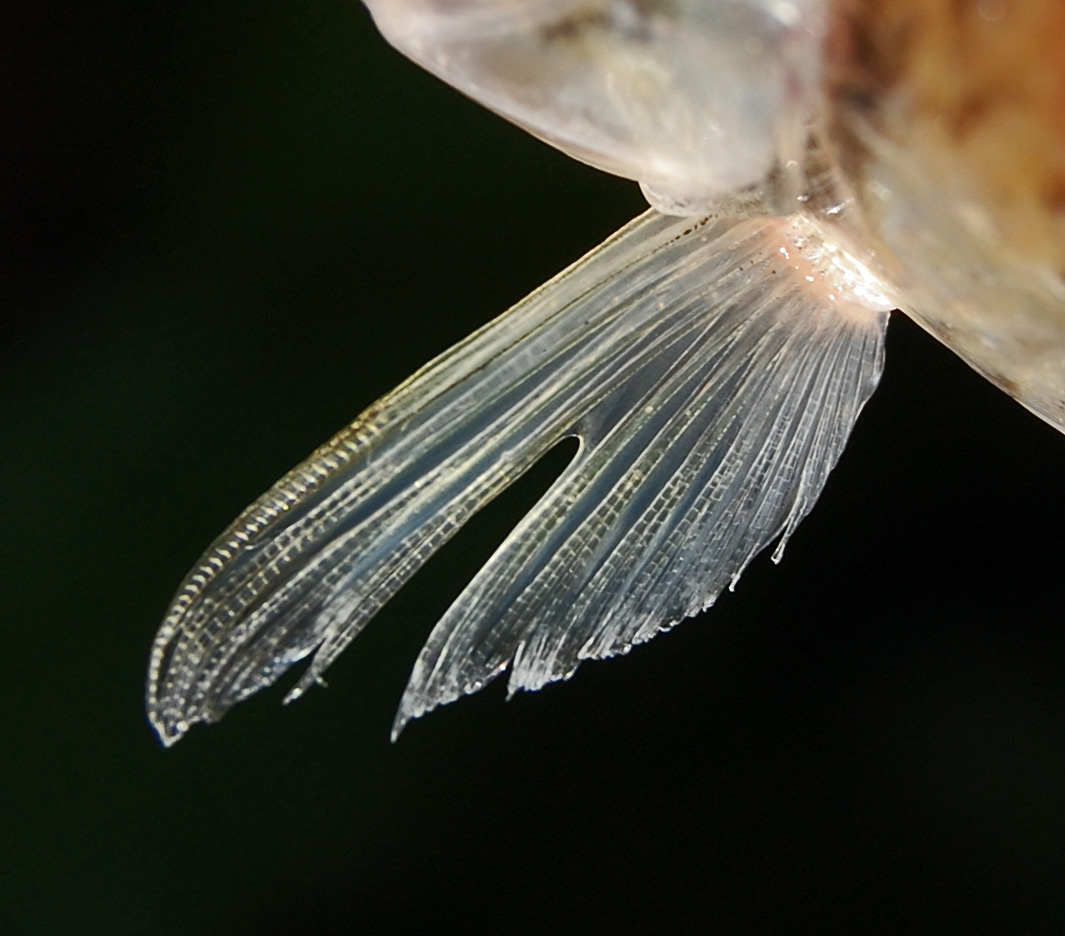
Prsní ploutev (Mystacoleucus marginatus)

Obratlovci mají párové a nepárové končetiny, přičemž nepárové končetiny druhotně zmizely u suchozemských obratlovců. Kostra nepárových končetin je jednoduchá. Původním stavem byl ploutevní lem s opornými rohovinovými paprsky. U minulí se již oddělila samostatná hřbetní ploutev, ploutevní lem se dále rozpadá na jednu či více řitních ploutví. Vnější ploutevní paprsky se napojují na paprsky vnitřní, které u většiny ryb nemají spojení s osovou kostrou, výjimkou je ocasní ploutev, nejdůležitější nepárová končetina ryb. Čelistnatci mají dva páry párových končetin, přední a zadní. U vodních obratlovců jsou tvořeny různě utvářeným pletencem (lopatkové a pánevní pásmo) a volnou končetinou – prsní a břišní ploutví, jejíž kostra je tvořena vnitřními paprsky, které se napojují na pletenec a které nesou vnější paprsky ploutví.

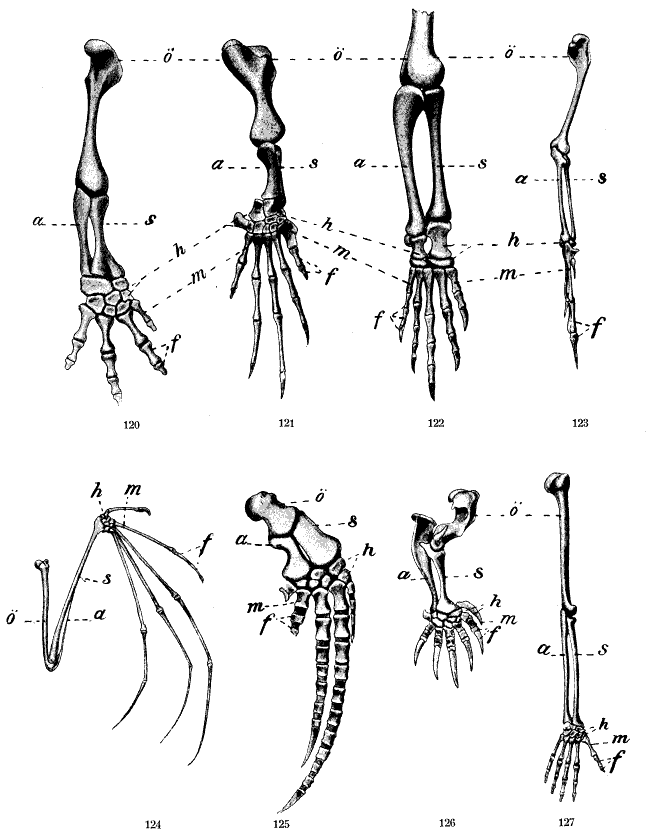
Srovnávací anatomie – kostra hrudní končetiny různých druhů čtyřnožců

Končetiny čtyřnožců se vyvinuly z ploutví svaloploutvích, jedné ze skupin ryb. Pletenec hrudní končetiny je obecně tvořen třemi kostmi – lopatkou, klíční a krkavčí kostí; kostra volné končetiny vznikla z ploutevních paprsků. Pletenec pánevní končetiny je tvořen mohutnou pánví, kostra volné končetiny je opět struktura homologická k ploutevním paprskům. Pro více informací viz kostra hrudní a kostra pánevní končetiny.

### Svalová soustava
Sval(musculus) je základním orgánem pohybu organismu, kromě je jsou významnou funkční součásti oběhové, trávicí i dýchací soustavy. Jsou složeny hlavně ze svalové tkáně umožňující stažení (kontrakci), ke kterému dochází v reakci na nervový vzruch, a různého množství vaziva. Existují tři druhy tkáně: příčně pruhovaná, hladká a srdeční.
Kosterní svalovina obratlovců vzniká z myotomů somitů a je vždy příčně pruhovaná. Na kostru se upíná šlachami. Původně je členěna na jednotlivé segmenty – myomery oddělené myosepty, jako u kopinatce. U vodních obratlovců tvoří mohutný boční sval (musculus lateralis major), který probíhá od hlavy až k ocasu. Jednotlivé myomery mají tvar písmene W a jejich postupné stahování působí rytmické vlnění těla, což je podstatou plavacího pohybu ryb. Během dalšího vývoje došlo k rozpadu bočního svalu a jeho rozdělení a jednotlivé svaly hlavy, trupu a končetin.
Svalovina žaberní oblasti, která původně rozšiřovala a zužovala žaberní štěrbiny, se změnou žaberních oblouků v čelisti změnila svojí funkci a vytvořila žvýkací svaly, svaly jazylky a hltanu. Svalovina první žaberní štěrbiny se u savců přeměnila na kožní mimické svalstvo.
Hladká (útrobní) svalovina se skládá ze sítě jednotlivých buněk (vřetenovitých). Vzniká z mezenchymálních buněk a její činnost je autonomní, vůlí neovladatelná. Tvoří část stěny většiny vnitřních orgánů.

## Povrch těla obratlovců

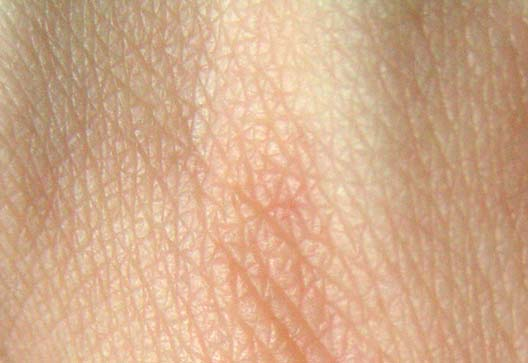
Lidská pokožka

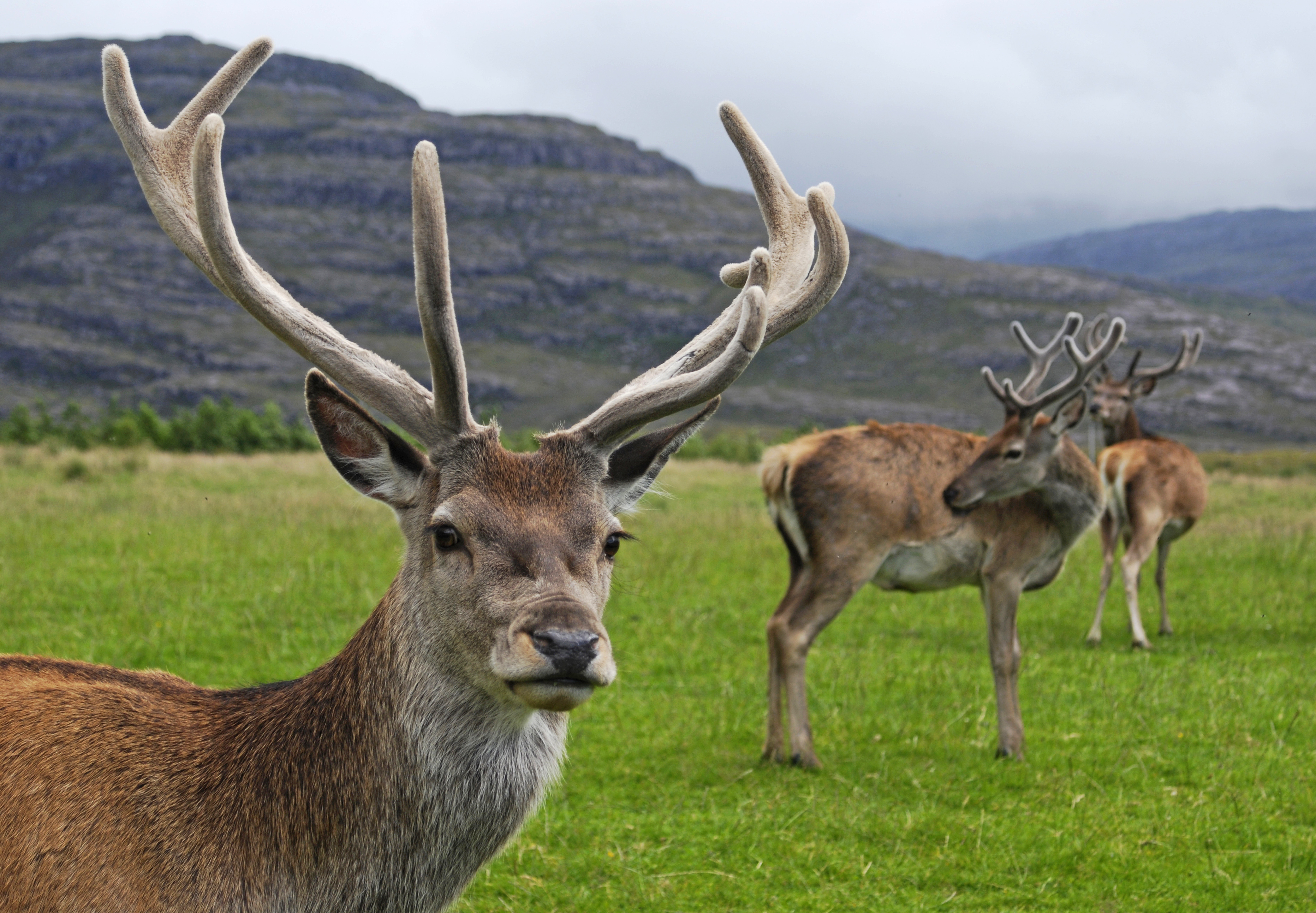
Parohy

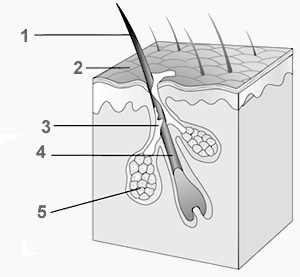
Chlup

Povrch těla slouží obratlovcům jako ochranné zbarvení, ochrana před vniknutím bakterií do těla, ochrana před deštěm, k nalákání jedinců opačného pohlaví kvůli páření, i jako místo styku s okolním prostředím. Teplokrevní živočichové využívají povrch těla k regulování tělesné teploty. Obratlovci mají na povrchu těla kůži (integumentum commune), která je mnohovrstevnatá (tvoří ji mnoho vrstev buněk). Tvoří ji dvě základní části, jimiž jsou pokožka a škára. Kůže nás chrání před škodlivým slunečním zářením, také slouží jako ochranný štít, neboť je velice pevná, je také pružná a nebrání tedy při pohybu, a také zadržuje v těle teplo nebo živočicha naopak ochlazuje. Pokožka (epidemis) je tvořena několika vrstvami buněk. Z vnitřní vrstvy se buňky neustále posouvají k povrchu, kde se zplošťují, odumírají a nakonec se odlupují jako drobné šupinky. Vrstva pod pokožkou se nazývá škára (dermis) a nacházejí se v ní různé žlázy a receptory. Z kůže vyrůstají různé kožní útvary (kožní deriváty), např.: srst, peří, rohy a šupiny.

### Kožní deriváty
Kožní deriváty jsou různé útvary porůstající kůži živočichů. Níže najdete některé kožní deriváty savců, ptáků, plazů, obojživelníků a ryb.
- Kůži savců porůstá srst. Srst savců je tvořena dvěma druhy chlupů. Delší chlupy rostou řídce a určují vnější vzhled živočicha, kratší chlupy rostou hustěji a slouží hlavně k udržování tělesné teploty. Ježci a dikobrazi mají bodliny, což je zvláštní druh srsti sloužící k obraně. Drápy (u člověka nehty) nemají vyvinuty všichni savci. Tvoří je živé buňky, přesto je ale tělo drápu (nehtu) neživé a necitlivé. Kopyta se vyvinula např. u koňů a oslů. Je to ztvrdlá kůže, jež má za úkol chránit nohu před poškozením. Rohy jsou duté útvary z podobného materiálu jako kopyta. Zvíře je na rozdíl od parohů nemůže sundat. Rohy mají např.: krávy, ovce a kozy. Parohy vyrůstají na hlavě např. jelenům. Jsou ze stejného materiálu jako kosti a zvířata je pravidelně sundávají a potom jim narostou nové. V kůži mají savci potní žlázy, jimiž z těla vylučují pot.
- Kůži ptáků porůstá peří dvou druhů. Prachové peří udržuje teplo v těle ptáka a nelze pomocí něj létat. K létání slouží ptákům peří obrysové, které také drží tvar a určuje vnější vzhled ptáka. Kůže ptáků je suchá, protože v ní mají jen jednu žlázu. Ta se jmenuje kostrční, někdy se jí také říká biskup, a obsahuje mazivo, které si pták (např. kachna) roztírá zobákem po těle. Toto mazivo zajišťuje, že se peří nepromáčí a udržuje si pružnost.
- Plazi v kůži nemají žádné slizové žlázy, proto je jejich povrch suchý. Na kůži plazům vyrůstají šupiny. Protože jejich kůže neroste společně s jedincem, potřebují ji plazi svlékat. Svlékají ji jako slupku i s očními víčky.
- Obojživelníci mají na rozdíl od plazů slizové žlázy, takže jsou slizcí. To potřebují proto, že dýchají kůží, a když je kůže suchá, hůře jí prochází kyslík, a jim se špatné dýchá. V kůži obojživelníků se nacházejí pigmentové buňky obsahující zrníčka barviva, která je zbarvují. Jejich kůže je krytá šupinami. Šupiny omezují jejich smyslové vnímání, zejména hmat, a proto se jim vyvinula postranní čára. Pomocí této čáry poznají, jestli jsou ve vodě nebo na suchu, a také dokážou určit hloubku vody, v níž se potápějí podle jejího tlaku, který na ně působí.
- Tělo ryby pokrývají šupiny, které jsou slizké a slouží hlavně k obraně. Sliz na šupinách zaručuje, že se ryba ve vodě výborně a rychle pohybuje. Ryby také mají ploutve, jež jim slouží ke kormidlování. Stejně jako obojživelníci mají i ryby postranní čáru, protože šupiny omezují její hmat. Pomocí postranní čáry zjišťují tlak vody, tedy i jak rychle proudí voda nebo jak rychle plavou a jak jsou hluboko.

## Trávicí soustava

Trávicí soustava člověka

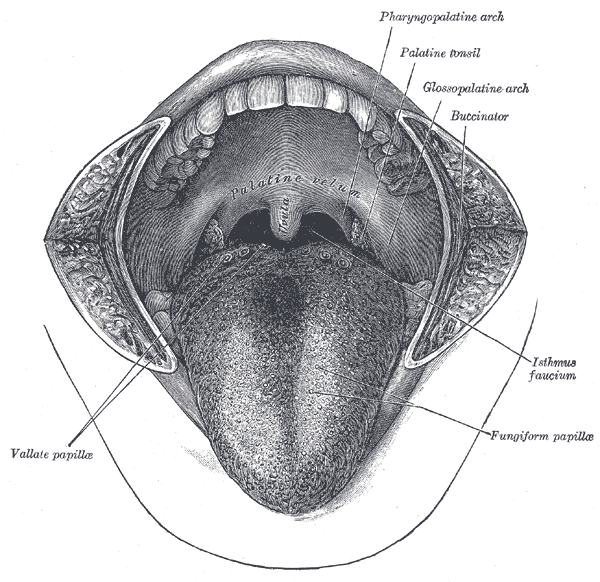
Jazyk

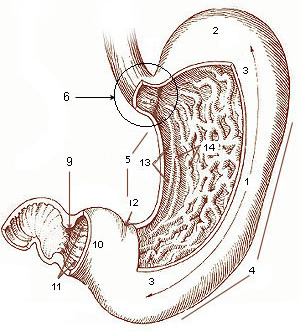
Žaludek člověka

Trávicí soustava slouží k přijímání, zpracování a využití potravy. V trávicí soustavě probíhá trávení = proces, při němž je potrava rozkládána na jednodušší sloučeniny, aby se mohla vstřebat do krve. Vstřebané živiny pak tělo uskladňuje nebo okamžitě použije. Živiny živočich využívá k růstu nebo vytváření a obnově částí těla. Všichni obratlovci mají trávicí soustavu trubicovitou.
- Ústní dutina

Začátkem trávicí soustavy je ústní dutina (carum oris). Nacházejí se v ní zuby sloužící k nadělení (rozkousání) potravy. Do ústní dutiny ústí slinné žlázy, protože se slinami se lépe polyká a navíc sliny potravu natravují.
- Jazyk (lingua) se nachází v ústní dutině. Pro obratlovce je velmi důležitý. U člověka slouží k lepšímu vychutnání potravy a u ostatních obratlovců k tomu, aby rozeznali nezávadnou potravu od zkažené, případně aby si jím mohli býložravci utrhnout trávu a ještěrky jím mohly chytit letící hmyz.

- Zuby neboli chrup (dentes) jsou stejně jako jazyk umístěny v ústní dutině. U většiny živočichů jsou si téměř všechny zuby podobné, ale šelmy mají vyvinuté řezáky a špičáky, aby mohly naporcovat maso z těl jejich obětí, a hadi mají jedové zuby, které jsou duté a obsahují jed, jenž má sloužit k zabití kořisti nebo k obraně. Ptákům se zase místo čelistí vyvinul zobák přizpůsobený k druhu potravu, jíž se pták živí. Některým savcům se zuby obrušují a postupně dorůstají, jako např. bobrům. Sloni zase mají v ústní dutině několik stoliček umístěných vpřeději než u člověka. Ty se jim postupně obrušují a potom vypadnou. Slonům nové stoličky nenarostou, a tak umírají hlady, což je častým problémem v zoologických zahradách.
- Jícen

Jícen (oesophagus) je pružná trubice tvořená hladkou svalovinou a pokračuje v něm rozklad potravy na menší části. Potrava pak z jícnu pokračuje do žaludku. U některých ptáků, zejména u těch živících se zrním, je jícen rozšířen ve vole, kde se zrní shromažďuje, měkne a nakonec pokračuje do žaludku. Ptačí matky mohou obsahem volete i krmit mláďata.
- Žaludek

Žaludek (ventriculus) je orgán tvořený hladkou svalovinou. Ptáci mají žaludek dvoudílný. Přežvýkavci mají čtyřdílný žaludek, protože se živí rostlinami, které mají tlustou buněčnou stěnu (ta je silná podobně jako buněčná stěna dřeva nebo vaty) a špatně se rozkousávají. Potrava se tráví v jedné části žaludku, potom se vrátí do jícnu a postupuje do další části žaludku. Potrava se v žaludku drtí pohybem svalu a také ji rozkládají chemické látky (enzymy). Žaludeční stěna se dělí na čtyři části – sliznice, podslizniční vazivo, svalová vrstva a serózní povlak – a je pokryta hlenem, aby ji enzymy nerozložily.
- Játra

Játra (hepar) jsou orgán umístěný v dutině břišní a fungují jako důležitá chemická továrna. Slouží jako zásobárna živin a vitaminů, které jsou potom rozváděny krví do buněk po celém těle. Játra jsou nejteplejším orgánem těla obratlovců u teplokrevných živočichů.
- Žlučník

Žlučník (vesica fellea) je vakovitý orgán hruškovitého tvaru sloužící k uskladňování žluči vznikající v játrech. Žluč je hořká a slouží k rozkládání tuků. Žlučník bývá uložen v těsné blízkosti jater nebo je jejich součástí.
- Slinivka břišní

Slinivka břišní (pankreas) je šedo-růžová žláza dlouhá u člověka asi 12–16 cm produkující látky rozkládající potravu. Pankreas probíhá břišní dutinou a dělí se na tři části: hlavu (caput pancreatis), tělo (corpus pancreatis) a ocas (cauda pancreatis). Slinivka břišní produkuje enzymy štěpící cukry, tuky a bílkoviny, které jsou následně odváděny do dvanáctníku.
- Tenké střevo

V tenkém střevě (intestinum tenue) pokračuje rozklad na jednodušší sloučeniny. Dochází v něm ke vstřebávání – látky, jež by mohly být pro tělo užitečné, hlavně živiny, se vstřebávají přes stěnu tenkého střeva do krve, která je transportuje do jater, kde se uskladňují. Tenké střevo se rozděluje na tři části: dvanáctník (duodenum), lačník (jejunum) a kyčelník (ileum). Na povrchu tenkého střeva se nacházejí vaziva. Další vrstvu tvoří dva druhy hladké svaloviny – podélná a okružní. Na povrchu vnitřku tenkého střeva je sliznice = měkká slizská kůže uvnitř střeva. Uvnitř střeva jsou klky = výběžky stěny střeva. Do každého klku vede tepna, žíla, mízní céva a nerv. Do tenkého střeva ústí žluč ze žlučníku rozkládající tuky, a enzymy ze slinivky břišní štěpící cukry, tuky a bílkoviny.
- Tlusté střevo

Do tlustého střeva (intestium crassus)se dostává hmota, jež už nelze označit jako tráveninu, protože téměř všechny použitelné látky, hlavně živiny, se z této hmoty vstřebaly do krve v tenkém střevě. V tlustém střevě žijí bakterie pro obratlovce užitečné. Ve střevech se stolice zahušťuje a obarvují ji žlučníková barviva. Tlusté střevo je kratší než střevo tenké, u člověka měří asi 1,5 metru, a na rozdíl od tenkého střeva nemá klky. Výběžek tlustého střeva vyúsťující do kyčelníku se nazývá slepé střevo (caecum) s červovitým výběžkem (apendix). Tlusté střevo je zakončeno konečníkem (rectum), což je trubice tvořená svalovou tkání vystlanou vrstvou epitelu. Na konci konečníku se nachází řitní otvor, nebo kloaka, kterou mají hadi, obojživelníci, ryby a ptáci. Kloaka je společný vývod pro trávicí, vylučovací a rozmnožovací soustavu. Epitelová vrstva pokrývající stěny obsahuje žlázy produkující hlen činící stolici kluzkou, a tím usnadňuje její vyloučení z těla. Konečník se může roztáhnutím zvětšovat.

## Dýchací soustava

Dýchací soustava člověka

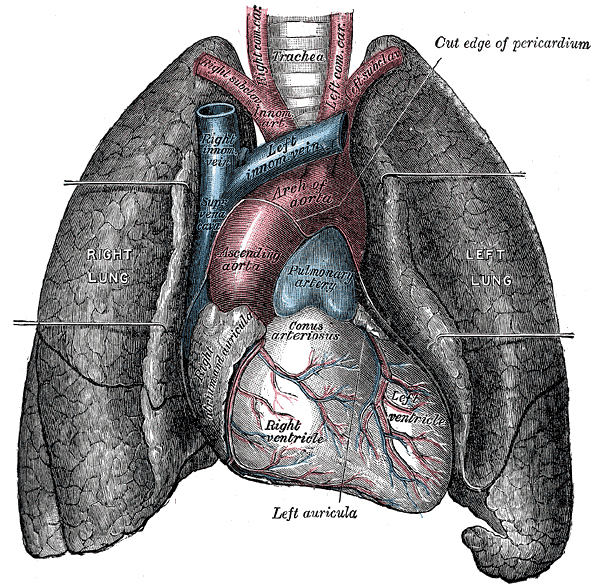
Plíce člověka

Dýchací soustava slouží k výměně plynů mezi tělem živočicha a okolním prostředím. Živočich do svého těla vdechuje kyslík, ten je krví transportován do buněk po celém těle, kde se při buněčném dýchání přeměňuje v oxid uhličitý, který zase krev odvádí z buněk do plic a je vydechován. Dýchací soustava tedy umožňuje tzv. vylučování = odstraňování odpadních látek z těla. Základním orgánem dýchací soustavy jsou plíce umístěné vždy uvnitř živočicha. Vzduch je do plic z nosní dutiny veden (transportován) dýchacími cestami.

### Plíce
Podrobnější informace naleznete v článku Plíce.
Plíce jsou vakovitý orgán s různě členitým vnitřním povrchem uložený v hrudní dutině. Při nádechu se objem hrudní dutiny zvětšuje, a tím i plic, zvětšuje, vzniká podtlak a vzduch proudí do plic. Při výdechu se objem dutiny zmenšuje, vzniká přetlak a vzduch proudí z plic ven. V plicích se kyslík vstřebává do krve (krev je okysličována) a krví je rozváděn do buněk po celém těle. Buňky kyslík spotřebovávají při buněčném dýchání a různými chemickými přeměnami vzniká oxid uhličitý. Ten je z těla dýchací soustavou vylučován mimo tělo. Každý obratlovec má dýchací soustavu přizpůsobenou tomu, kolik potřebuje, aby bylo do těla přiváděno kyslíku. Pokud se obratlovec pohybuje způsobem velmi náročným na kyslík a energii, vyvinuli se mu větší plíce, pokud se živočichovi stačí méně kyslíku, jeho plíce jsou menší.

### Dýchání obratlovců
- Ptáci mají nejvýkonnější dýchací soustavu ze všech obratlovců. Vzduch vdechnutý nozdrami na zobáku proudí do plic průdušnicí a průduškami, které se v plicích rozvětvují. Některé jejich větve procházejí plícemi a vstupují do vzdušných vaků, kterých je 5 párů. Hlavní funkcí vzdušných vaků je umožnit vydatné dýchání i při rychlém letu. V plicích zůstává jen část vdechnutého vzduchu, část prochází do vaků, odkud se při výdechu vrací do plic, kde probíhá výměna plynů. Objemově se mění jen málo. Mechaniku pohybu vzduchu zajišťuje svalovina trupu.[2]
- Ryby dýchají vnějšími žábrami. Do vnitřních žaber se vstřebává kyslík rozpuštěný ve vodě. Žábry jsou skryty skřelemi, které svým pohybem zajišťují neustálé proudění vody kolem vnitřních žaber.
- Obojživelníci v larválním stadiu dýchají žábrami, v dospělosti u většiny převažuje plicní dýchání.Ve všech stádiích je však mimořádný podíl kožního dýchání, které u našich žab přezimujících pod hladinou vod zajišťuje za minimální aktivity a nízkých teplot veškerou potřebu kyslíku. U některých obojživelníků plíce druhotně chybějí a veškerá potřeba kyslíku je kryta kožním dýcháním a přídatným dýcháním sliznicí ústní dutiny. V dýchacích cestách žab je umístěn dýchací orgán.[2]

## Tělní tekutiny
Existují různé druhy tělních tekutin, jež mohou být obsaženy v buňkách (vnitrobuněčné tělní tekutiny) nebo mimo buňky (mimobuněčné tělní tekutiny). Tekutiny mimobuněčné ještě rozdělujeme na cévní a mimocévní. Základem všech tekutin vyskytujících se v těle obratlovců je voda (u člověka voda tvoří přes 60% z celkového objemu těla).

### Krev

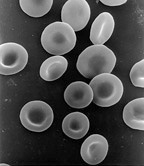
Červené krvinky

Krev slouží k transportu (přesunu) látek, např.: kyslíku, oxidu uhličitého, hormonů a živin, po celém těle. Zároveň je to jediná tělní tekutina schopná srážet se, což je velice důležité pro obranu živočicha před nežádoucími organismy při různých zraněních a také tím většinou zabraňuje, aby živočich vykrvácel. Skládá se z tekutiny (krevní plazmy) a krevních buněk – červených a bílých krvinek – a z krevních destiček. V červených krvinkách je obsaženo červené krevní barvivo, které na sebe dobře váže kyslík. Oxid uhličitý se naopak dobře rozpouští v krevní tekutině. Krev protéká oběhovou soustavou.

### Míza (lymfa)
Míza je průhledná trochu nažloutlá tekutina. Protéká mízními cévami oddělenými od cév vedoucích krev. V mízních cévách bývají mízní (lymfatické) uzliny. Míza slouží k odvádění nadbytečných tekutin a cizích částeček z tkání.

### Tkáňový mok
Tkáňový mok je tělní tekutina nacházející se mezi buňkami v tkáních, je to tedy tělní tekutina mimobuněčná mimocévní. Je neustále vytvářen při dějích v buňkách. Tkáňový mok je roztok vody sloužící k zásobování buněk živinami a k transportu odpadních látek.

## Oběhová soustava

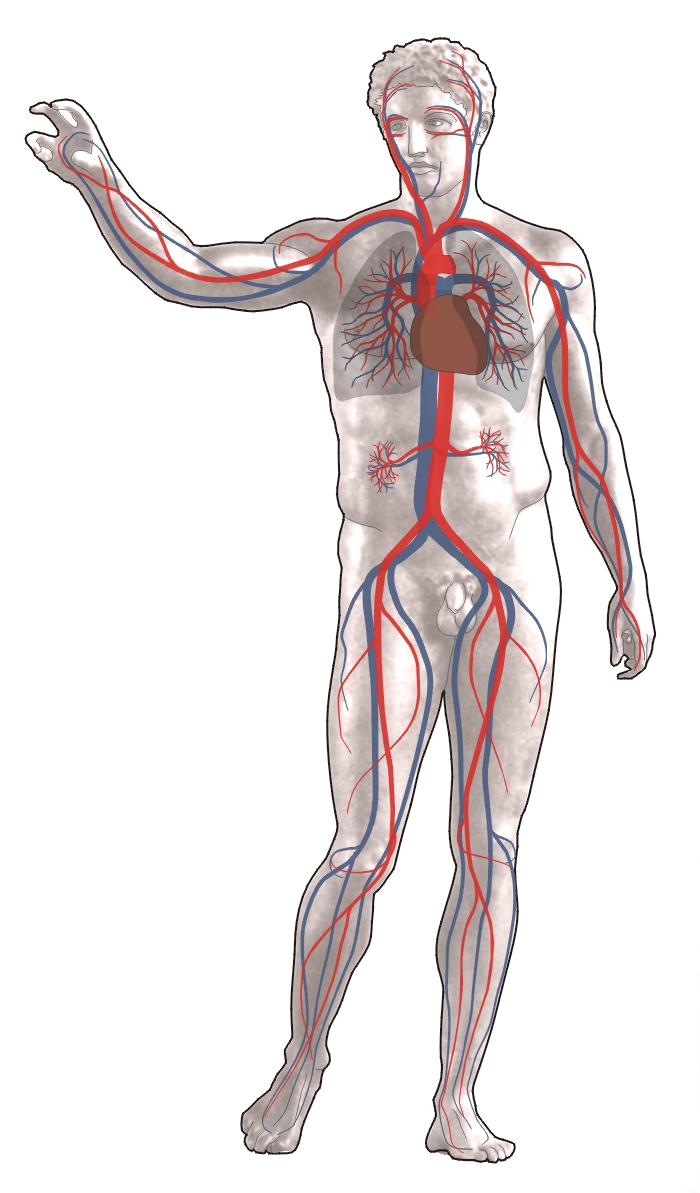
Oběhová soustava člověka: tepny červeně, žíly modře.

Oběhová soustava, také se jí říká kardiovaskulární systém nebo cévní soustava, se skládá ze srdce a cév propletených po těle obratlovce. Srdce slouží k pumpování krve, čímž dává krev v oběhové soustavě do pohybu. Cévy se rozdělují na tři druhy: tepny rozvádějící krev ze srdce, žíly přivádějící krev do srdce a vlásečnice, přes jejichž stěny pronikají živiny a kyslík do buněk nebo oxid uhličitý a odpadní látky z buněk. Oběhovou soustavou proudí krev složená z krevní plazmy (krevní tekutiny), krevních buněk – červených a bílých krvinek a krevních destiček rozvádějících látky do buněk po celém těle (kyslík, hormony, živiny) nebo naopak z buněk pryč (oxid uhličitý, odpadní látky) a z krevních destiček zajišťujících sráženlivost krve, napomáhajících tedy k obraně organismu. Tato cévní síť je tedy pro živočicha nesmírně důležitá, a protože orgány potřebují neustále přísun energie, neboť musí bez přestávky pracovat, aby se nezastavila činnost organismu. Oběhovou soustavu mají obratlovci vždy a uzavřenou, což znamená, že krev z oběhové soustavy nemůže samovolně od sebe nijak proniknout ven. Krev je také jediná tekutina v těle obratlovců schopná srážet se, takže je důležitou součástí obrany organismu. Sráženlivost krve způsobují právě krevní destičky.

### Cévní systémy obratlovců
- Ryby mají dvoudílné srdce (jednu předsíň a jednu komoru). Ze srdce ryb krev putuje do žaber, kde ve vlásečnicích pochytává kyslík z vody. Krev potom pokračuje dál do těla, a tam jsou kyslík a živiny vlásečnicemi rozváděny do buněk. Zpět do srdce pokračuje už jen odkysličená krev.
- Obojživelníci mají trojdílné srdce (dvě předsíně a jednu komoru). Ze srdce vedou cévy krev do zbytku těla, tam krev odevzdává kyslík buňkám. Pak odkysličená krev prochází srdeční komorou do plic, kde se na cestě smísí s krví odkysličenou. V plicích se krev znovu okysličí a s kyslíkem se vrací do srdce. V srdci plazů je komora rozdělena na dvě části.
- V těle plazů probíhá stejně jako u obojživelníků přeměna okysličené krve s odkysličenou. Dále pokračuje krev, která už je odkysličená, do plic, potom do předsíně srdce a znovu do těla.
- Savci mají čtyřdílné srdce (dvě komory a dvě předsíně). Ze srdce je krev hnána do plic, kde se okysličuje a okysličená krev pokračuje zpátky do srdce, kudy je rozváděna do těla. Po odkysličení se krev zase vrací zpět do srdce.

### Tepny
Tepny (arterie) jsou jedním z druhů krevních cév. Slouží k transportu krve směrem ze srdce. Většinou vedou okysličenou krev, výjimkou je jen malý (plicní) krevní oběh, kde tepny vedou ze srdce odkysličenou krev, ta se v plicích okysličuje a žíly pak sbírají okysličenou krev. Při každém úderu srdce jsou tepny vystavovány velkému tlaku, proto je tvoří třívrstevnaté stěny, aby tomuto tlaku odolaly. Zevní vrstva je vazivové konzistence (adventicie), střední (medie) je složená z hladkých svalových buněk (myocytů) a vnitřní vrstva (intima) pak obsahuje vazivovou tkáň a endotelové buňky, které vytvářejí vnitřní povrch cévy.

### Žíly
Žíly (vény) vedou odkysličenou krev z těla do srdce. Jedinou výjimkou je malý (plicní) krevní oběh, ve kterém vedou tepny odkysličenou krev ze srdce do plic, kde se okysličuje a žíly pak sbírají okysličenou krev do levé srdeční předsíně. Stěny žil jsou tenčí než stěny tepen, protože nemusejí odolávat tak velkému tlaku vznikajícímu údery srdce. V žilách se nacházejí zpětné chlopně zabraňující tomu, aby krev proudila opačným směrem, což by mohla způsobit gravitace. Jejich stěna je tvořená z hladké svalové tkáně.

### Vlásečnice
Vlásečnice jsou tak nesmírně tenké cévy, že se do nich vejde napříč jen jedna červená krvinka. Jejich stěnu tvoří jen jedna endotelová vrstva buněk. Stěnami vlásečnic pronikají molekuly různých látek (kyslík a živiny) z oběhové soustavy do buněk nebo naopak z buněk do oběhové soustavy (oxid uhličitý a odpadní látky).

## Vylučovací soustava

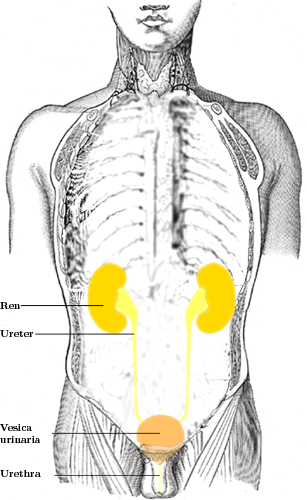
Vylučovací soustava

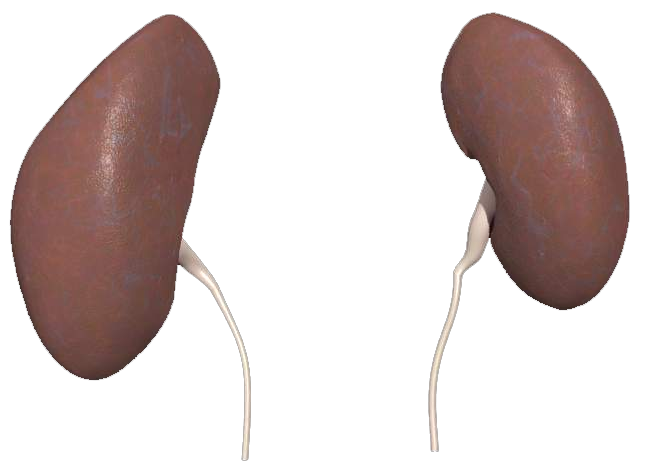
Ledviny

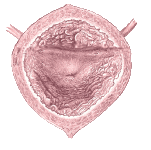
Močový měchýř

Vylučovací soustavou jsou odstraňovány odpadní a škodlivé látky z těla obratlovců. Vylučovanými látkami označujeme ale pouze ty látky, jež v těle živočicha vznikají. Odpadní látky lze vylučovat i při dýchání (vydechování oxidu uhličitého) a také povrchem těla různými žlázami. Naše tělo často produkuje pot odstraňovaný ven potními žlázami. Převážná část odpadních látek se ale vylučuje vylučovací soustavou. Aby každý organismus mohl správně fungovat, musí mít zejména tělní tekutiny neustále stejné chemické složení, jinak by organismus mohl i zemřít. Když živočich něco sní, dostávají se do krve chemické látky vstřebané z potravy v tenkém střevě. Tyto látky jsou okamžitě dopravovány krví do jater, kde jsou uskladňovány. Například tuky ale nejsou rozpustné ve vodě, a tak ani v krvi, která je složená hlavně z vody, a tudíž její složení neovlivňují. Po použití živin z nich stejně zbudou nějaké části (odpad). Krev s těmito nepotřebnými a také škodlivými látkami se filtruje v ledvinových váčcích (nefronech), kde vzniká moč. Ta se uskladňuje v močovém měchýři. Dvě trubice, jež spojují ledviny s močovým měchýřem, se nazývají močovody. Z močového měchýře ven pak vede močová trubice. Některým obratlovcům (rybám, ptákům, plazům a obojživelníkům) se vyvinula jako vývod moči kloaka = společný vývod pro trávicí, vylučovací a rozmnožovací soustavy. Z pevninských živočichů (živočichů žijících na pevnině) se vypařuje pára (hlavně při dýchání), a tím v těle ubývá vody. Proto musí všichni obratlovci vodu pravidelně doplňovat pitím. Když musí živočich žijící ve vodě (např. kapr) vylučovat odpadní látky z těla, vylučuje větší množství zředěnější moči, protože s vodou šetřit nemusí. Ptáci vylučují odpadní látky za letu. Jejich výkal tvoří dvě části – jedna část je tmavá a tvoří ji produkty trávicí soustavy, druhou (bílou) část tvoří produkty vylučovací soustavy.

### Orgány vylučovací soustavy
- Ledviny

Ledviny jsou párový vylučovací orgán, umístěný pod stropem břišní dutiny v retroperitoneu (nejsou obaleny pobřišnicí). Mají oválný fazolovitý tvar, na povrchu jsou červenohnědé a hladké. Ledviny se skládají ze tří základních části: dřeně, kůry a pánvičky ledvinné. Uvnitř ledvin se nacházejí ledvinové váčky (nefrony), což jsou dutiny, do kterých jsou vedeny vlásečnice. Přes vlásečnice probíhá v ledvinových váčcích filtrování krve = odstraňování odpadních a škodlivých látek přes stěny vlásečnic z krve, a vzniká prvotní (primární) moč. Prvotní moči se za den vyrobí obrovské množství obsahující mnoho vody (u člověka vznikne i přes 150 litrů prvotní moči za den). Protože ale pevninští živočichové musí s vodou šetřit, probíhá v ledvinách ještě zpětné vstřebávání, při kterém se většina této moči vstřebá zpět do krve. Z ledvinových váčků vedou vývody moči spojující se v ledvinové pánvičce, kde se moč určená k vyloučení shromažďuje.
- Močovody

Močovody (uretery) jsou dvě trubice odvádějící moč z každé z ledvin, v nichž se moč vyrábí, do močového měchýře, kde bývá moč uskladňována. V močovodech se nacházejí jednosměrné chlopně zabraňující zpětnému toku moče do ledvin, pokud je měchýř plně naplněn.
- Močový měchýř

Močový měchýř (vesica urinaria) slouží k uskladňování moči, jež je do něj přiváděna dvěma močovody z ledvin. Má tvar hruškovitého vaku a je tvořen z hladké svaloviny. Močový měchýř je rozdělován na tři části: vrchol, tělo a krček. Když je močový měchýř prázdný, je jeho stěna velmi tlustá, ale přibýváním moči se natahuje a jeho stěna se zužuje. V močovém měchýři se moč nahromaďuje, a když se jí shromáždí dostatečné množství, povolí sval svírající otvor z močového měchýře do močové trubice (svěrač). Známý astronom Tycho Brahe kvůli prasknutí močového měchýře pověstně zemřel. To ale není z hlediska dnešní vědy možné, protože když tlak moči překročí jistou mez, dojde k povolení svěrače a k samovolnému úniku moči.
- Močová trubice

Močová trubice (urethra) je trubicovitý orgán odvádějící moč z močového měchýře mimo tělo. U dospělého muže dlouhá asi 20 cm a skládá se ze tří částí, a u dospělých žen je mnohem kratší. Slouží k odvádění moči z močového měchýře ven z těla.

### Moč
Moč (urea) obsahuje vodu, odpadní a škodlivé (toxické) látky, v kterých je vždy vázán dusík kvůli uvolňování bílkovin z potravy. Je průhledná s různými odstíny žluté barvy. U člověka se odpadní látky vylučují močí ve formě močoviny, u plazů a ptáků ve formě kyseliny močové. Moč sama o sobě nezapáchá. Specifickou vůni způsobují bakterie, jež moč rozkládají. Teprve rozložení moči způsobuje její specifický zápach.

## Rozmnožovací soustava
Rozmnožovací soustava (nebo také pohlavní soustava a reprodukční systém) slouží k rozmnožování (reprodukce), což je proces tvorby potomstva. Rozlišujeme dva druhy rozmnožování: pohlavní a nepohlavní, obratlovci se však rozmnožují výhradně pohlavně, jelikož nepohlavně se mohou rozmnožovat pouze živočichové s velmi jednoduchou stavbou těla (bezobratlí). Úkolem rozmnožovací soustavy u obratlovců je zajištění vzniku pohlavních buněk (gamet) a přenosu jejich dědičné informace na potomky. Všichni obratlovci jsou odděleného pohlaví, žádný není obojetník (hermafrodit), tedy vždy mají buď samčí nebo samičí pohlavní orgány. Pohlavní orgány mají společné vývody s vylučovacími orgány. Při pohlavním rozmnožování dochází ke splynutí samčích (u člověka mužských) pohlavních buněk (spermií) a samičích (ženských) pohlavních buněk (vajíček). Spermie jsou malé a pohyblivé – vybavené bičíkem, a vajíčka jsou nepohyblivá a větší, aby v sobě mohla obsahovat látky potřebné při vývinu nového jedince. Splynutí pohlavních buněk se také nazývá oplození. Existují dva druhy oplození: vnější, ke kterému dochází mimo tělo živočicha, např. u ryb, a vnitřní, k němuž dochází v těle živočicha. U obratlovců s vnějším oplozením se setkáváme s tím, že jedinci vypouštějí větší množství pohlavních buněk, aby měli větší šanci k oplození. Všechny tělní buňky dospělých obratlovců mají v každém jádru od každého chromozomu dva exempláře, ale pohlavní buňky mají pouze jeden exemplář.
- Pohlavní dvojtvárnost je pojem pro to, že samec a samice se od sebe už na první pohled liší jak vzhledem, tak i velikostí. U ryb a obojživelníků pohlavní dvojtvárnost nebývá tak zřejmá.
- Porod je proces, při němž se mláďata savců dostávají na svět.
- Přímý vývoj (vývin) je označení pro vývoj živočichů, kteří neprocházejí stádiem larvy.
- Nepřímý vývoj (vývin) mají jen někteří obratlovci. Při nepřímém vývinu se z vajíčka vylíhne larva a teprve z ní se stává dospělý jedinec.
- Embryonální vývoj neboli zárodečný vývoj se liší podle toho, u jakých obratlovců probíhá, například ptáci se klubají z vajíčka.
- Pohlavní dospělost je doba, od které je jedinec schopen se rozmnožovat – má vyvinuté pohlavní orgány.

## Řídící soustavy
- Celistvost organismu. Pojmem celistvost organismu znázorňujeme, že jednotlivé části organismu pracují společně (spolupracují). To je velice důležité pro správnou činnost organismu. Například při běhu obratlovců potřebují svaly více energie a kyslíku, proto musí srdce rychleji pumpovat krev, protože krev kyslík a energie do svalů dopravuje. Jednotlivé orgánové soustavy potřebují hlavně řídící soustavu, která by dohlížela na správné děje v těle obratlovce a také aby předávala informace mezi jednotlivými orgánovými systémy.

### Nervová soustava
Nervová soustava (latinsky systema nervosum) se podílí na chodu organismu. Řídí totiž většinu funkcí důležitých pro život obratlovce a také zachycuje a zpracovává podněty působící na organismus a reaguje na ně. Nervové řízení probíhá na rozdíl od hormonální řízení rychle (okamžité reakce) a krátkodobě. Existují různé druhy nervových soustav, všichni obratlovci však mají nervovou soustavu trubicovitou. Nervová soustava se rozděluje na dvě základní části: centrální nervovou soustavu a obvodové nervy (periferní nervovou soustavu). Centrální nervovou soustavu tvoří mozek a páteřní mícha. Základní stavební jednotkou nervové soustavy je nervová buňka, které se také říká neuron.
- Nervová buňka

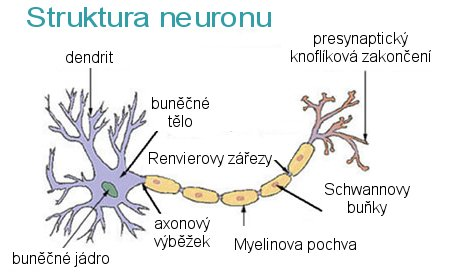
Neuron

Nervová buňka (neboli neuron) je základní stavební jednotkou nervové soustavy. Neuron se skládá ze dvou částí: těla a výběžků. V těle nervové buňky je uloženo jádro, které je velké a kulovité nebo oválné a bývá v něm ještě malé jadérko. Výběžky nervové buňky se rozdělují na dva druhy, podle toho, kam vedou informace: dostředivé (dendrity) a odstředivé (axony). Dostředivé výběžky vedou informace do jádra buňky, obvykle jich bývá víc a jsou hodně rozvětvené. Také se jim říká výběžky přijímající podněty. Odstředivé výběžky jsou výrazně delší. Nervová buňka mívá jen jednu odstředivou buňku. Neurony mají ve skutečnosti šedou barvu a buňky omotávající odstředivý výběžek jsou bílé. Nervové buňky jsou specializované na přenos elektrických impulsů. Princip spočívá v tom, že každá buňka je obalena plazmatickou membránou, skrz niž dokáží elektrické impulsy projít. Každá buňka rozhoduje o tom, zda informaci pošle dál nebo ne. Neurony jsou pospojovány výběžky do řady za sebou a tyto řady tvoří obrovskou síť.

#### Mozek
Mozek (encephalon) je řídící orgán nervové soustavy. Může se nacházet v dutině lebeční, kde ho lebka chrání před poškozením. Mozek řídí a kontroluje tělesné funkce jako je činnost srdce, trávení, schopnost pohybu, řeči, ale i samotného myšlení či vnímání emocí. Společně s míchou je mozek součástí centrální nervové soustavy. Základním prvkem, ze kterého se skládá mozek, je nervová buňka (neuron). Mozek se skládá ze tří základních částí: přední, střední a zadní mozek, jež se rozdělují ještě na další části.
Přední mozek (prosencephalon) se dělí ještě na koncový mozek (telencephalon) a mezimozek (diencephalon).
- Koncový mozek, jenž se také nazývá telencephalon, je nejstarší část koncového mozku. Koncový mozek zpracovává vnější podněty – čichové, chuťové, zrakové a sluchové. Řídí úmyslné pohyby a řeč, provádí myšlenkové činnosti a iniciuje podmíněné reflexy.
- Mezimozek (diencephalon) je evolučně mladší část předního mozku. Jsou v něm centra pro city (emoce) a také centra hladu, strachu a agrese (útočnosti).

Střední mozek (mesencephalon) zajišťuje souhru očí a pohyb hlavy za zvukem. Procházejí jím zprávy ze zrakového a sluchového ústrojí. Je součástí mozkového kmene. Končí zde část zrakového a sluchového nervu, začínají zde okohybné nervy.
Zadní mozek je s výjimkou evolučně mladšího mozečku nejstarší částí mozku. Dělí se na mozeček a prodlouženou míchu.
- Mozeček (cerebellum) slouží k udržování rovnováhy a řízení přesnosti pohybů.
- Prodloužená mícha (medulla oblongata) zajišťuje řízení činnosti srdce, cév, dýchacích pohybů, polykání a sání.

### Soustava hormonálního řízení
Soustava žláz s vnitřní sekrecí neboli endokrimní systém je jedním ze systému podílejících se na chodu organismu. Probíhá pomocí chemických látek – hormonů -, jež vznikají ve specializovaných orgánech – žlázách s vnitřní sekrecí (vyměšováním). Tyto žlázy posílají hormony do vnitřního prostoru organismu, konkrétně do krve. Krev hormony rozvádí po celém těle. Na rozdíl od nervového řízení nervového řízení funguje hormonální řízení pomalu a dlouhodobě.

## Lymfatická soustava a orgány imunitního systému
Lymfatická (mízní) soustava je orgánová soustava, vedoucí jednosměrně lymfu vznikající z tkáňového moku z tkání do žilní soustavy. Kromě transportu živin a odvodu odpadních produktů metabolismu je významnou součástí imunitního systému, sloužícího k rozeznání a zneškodnění všech nežádoucích cizorodých i vlastních, ale potenciálně škodlivých struktur. Proto se k ní zpravidla řadí vedle mízovodů a mízních uzlin i orgány, podílející se na vytváření a posilování obranyschopnosti organismu, jako jsou:
- slezina
- kostní dřeň – vznik leukocytů
- brzlík – vznik T-lymfocytů
- Fabriciova bursa (u ptáků) – vznik B-lymfocytů
- mandle